# Bahai-wereldcentrum

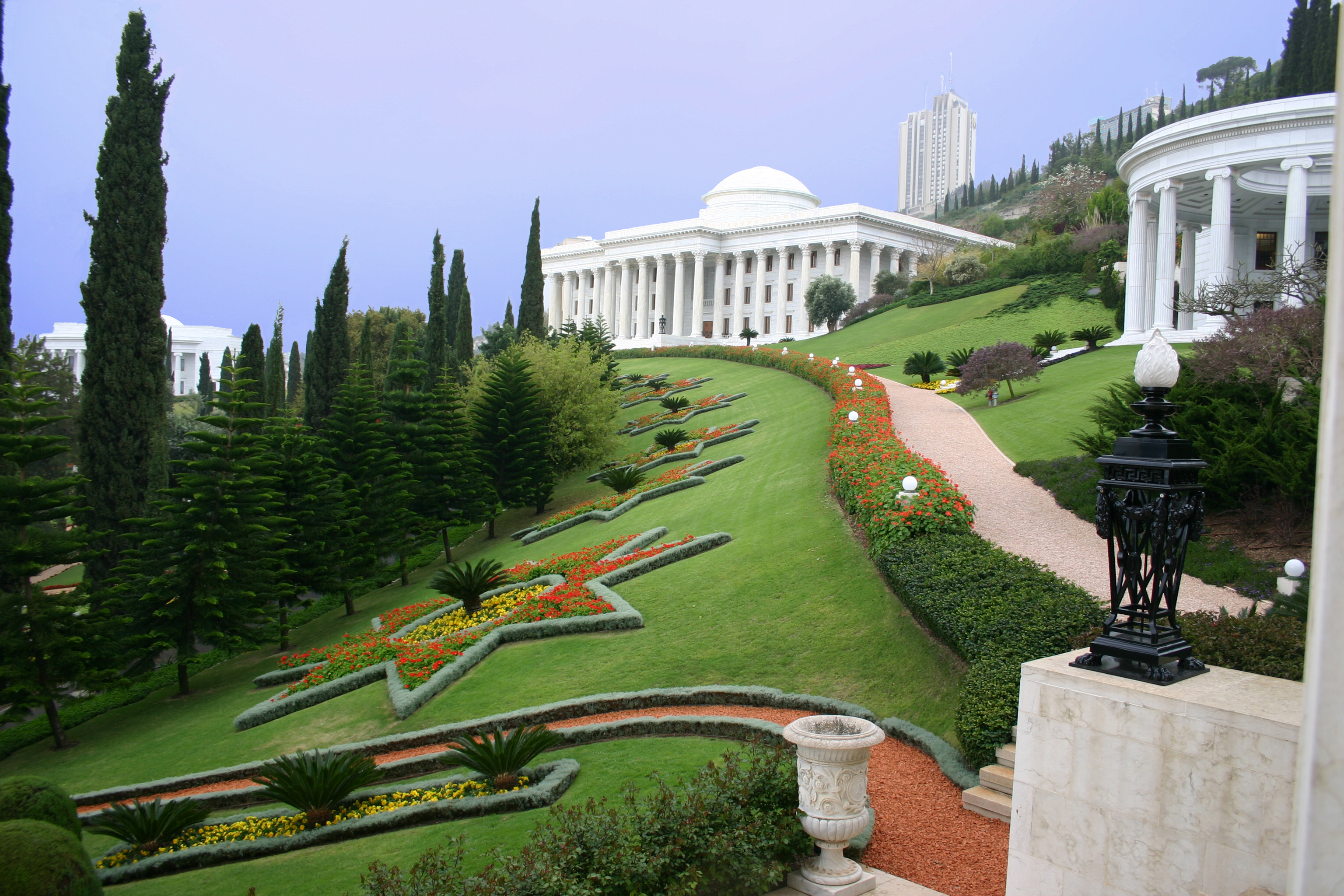
Bahai-wereldcentrum in Haifa

Het Bahai-wereldcentrum is het administratieve centrum van het bahai-geloof. Het centrum is een van de belangrijkste pelgrimsplaatsen voor bahai-gelovigen.
De graftombe van de Báb in Haifa (Israël) is vooral herkenbaar aan de vele tuinen, en is gelegen op de noordhelling van de berg Karmel. Hier bevinden zich ook de zetel het Universele Huis van Gerechtigheid, het Internationaal Onderrichtscentrum, het Internationale Archiefgebouw en het Centrum voor de Studie van de Teksten.
De voor bahai-aanhangers heilige plaatsen in Haifa en in en rond Akko, met inbegrip van de terrassen en de graftombe van de Báb op de berg Karmel, en de graftombe van Bahá'u'lláh, het huis van Bahjí en het huis in Mazra'ih, werden in juli 2008 toegevoegd aan de Werelderfgoedlijst van UNESCO.

## Bron
- Smith, P. (1999). A Concise Encyclopedia of the Bahá'í Faith. Oneworld Publications, Oxford, UK. ISBN 1-85168-184-1.